# River Roch
River Roch är ett vattendrag i Storbritannien.   Det ligger i riksdelen England, i den centrala delen av landet, 270 km nordväst om huvudstaden London.